# Emilie Uggla
Emilia (Emilie) Uggla, född 12 september 1811 på Björkeholm, Sunne socken, Värmlands län, död 20 september 1894 på Svaneholm, Svanskogs socken, Värmlands län, var en svensk målare.
Hon var dotter till överstelöjtnanten Emil Adam von Gerdten och Charlotta Ulrika Catharina Löwenhielm och från 1839 gift med brukspatron Carl Gustaf Uggla. Hon var verksam som akvarellist och målade landskapsskildringar varav några har återutgivits i tryckta böcker bland annat i Allhems landskapsbok för Dalsland 1959. Enligt sägnen och folktro påstås hon spöka var tredje månad på Svaneholm.  